# Edward Stafford
Edward Stafford (ur. 23 kwietnia 1819 w Edynburgu, zm. 14 lutego 1901 w Londynie) – nowozelandzki polityk, trzykrotnie piastujący urząd premiera Nowej Zelandii w czasie, gdy była jeszcze brytyjską kolonią.

## Życiorys
Pochodził z zamożnej szkockiej rodziny, ukończył studia w Dublinie. W 1841 opuścił Wielką Brytanię. Początkowo zamierzał osiedlić się w Australii, ale po dwóch latach spędzonych w tym kraju ostatecznie wybrał Nową Zelandię, gdzie mieszkała już jego rodzina. Zamieszkał w Nelson i szybko stał się aktywnym uczestnikiem miejscowej polityki. W 1853 objął nowo utworzony urząd Superintendenta Prowincji Nelson, czyli szefa lokalnej administracji. Jego najważniejszym osiągnięciem na tym stanowisku było utworzenie sieci obowiązkowych, bezpłatnych i świeckich szkół.
W 1855 został członkiem parlamentu kolonii, a rok później jej premierem po tym, jak wcześniejsze administracje Henry’ego Sewella i Williama Foksa przetrwały zaledwie po 13 dni. Priorytetami jego ekipy stało się jasne określenie podziału kompetencji między władzami lokalnymi a centralnymi oraz zwiększenie stopnia niezależności władz autonomicznych od reprezentującego Londyn gubernatora. M.in. zapowiedział gubernatorowi, iż rząd nie będzie ponosił żadnych kosztów operacji, o których gubernator zadecyduje bez wcześniejszej zgody parlamentu. Okres jego urzędowania przypadł na czas trwania wojen maoryskich. Stafford zajmował w tej sprawie dość łagodne wobec Maorysów stanowisko, co rodziło konflikty z wieloma innymi politykami. Był to główny powód przegłosowania przez parlament wotum nieufności wobec niego w 1861, co zmusiło go do oddania władzy.
Po raz drugi objął tekę premiera w 1865 po tym, jak Frederick Weld zrezygnował z tego stanowiska z powodów zdrowotnych. Po raz kolejny starł się z władzami kolonialnymi w sprawie wojny maoryskiej, a przede wszystkim w kwestii, kto ma podejmować decyzje i ponosić koszty. Po trzech latach sporów zawarto porozumienie, na mocy którego koszty miały być dzielone między metropolię a kolonię, zaś najważniejsze decyzje odnośnie do dalszych kroków miały leżeć po stronie premiera Nowej Zelandii. Stafford przyjął mocno ugodową politykę wobec Maorysów, prosząc gubernatora o ułaskawienie ich ściganych wodzów i gwarantując ich przedstawicielom miejsca w parlamencie. Taka strategia nie przynosiła jednak najlepszych rezultatów i w 1869 premier przegrał wybory.
W 1872 Stafford po raz ostatni odzyskał władzę po tym, jak trzeci rząd Foksa upadł w wyniku rywalizacji między premierem a ministrem finansów Juliusem Vogelem. Jego ekipa miała jednak bardzo nikłą przewagę w parlamencie i dość szybko przegrała głosowanie nad wotum nieufności. Stafford próbował salwować się przedterminowymi wyborami, jednak gubernator odmówił ich rozpisania, wobec czego musiał zrezygnować ze stanowiska.
W 1878 ogłosił przejście na polityczną emeryturę i wyjechał do Anglii, gdzie prowadził rozległe interesy. Oferowano mu wysokie stanowiska w administracji kolonialnej w Australii lub Indiach, ale odmówił. Przyjął jedynie Order św. Michała i św. Jerzego. Zmarł w 1901 roku, dwa lata po swojej drugiej żonie Mary Bartley, z którą przeżył 40 lat. Pozostawił sześcioro dzieci.